# 瑪麗·諾頓

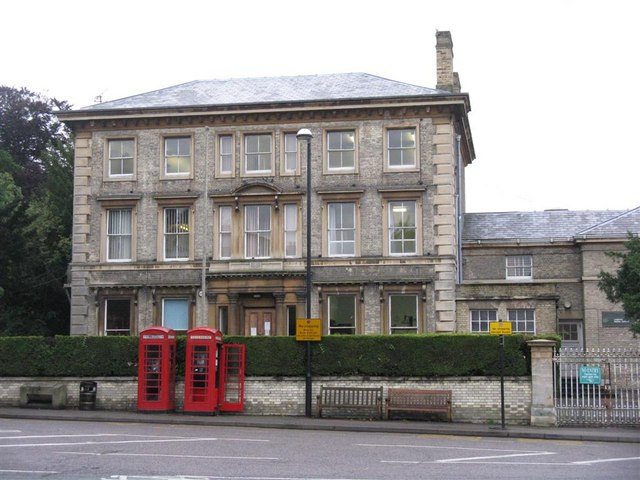
雪松，直到1921年的諾頓的家與據報導由此設定的地板下的小矮人

凱絲琳·瑪麗·諾頓（英語： Kathleen Mary Norton，1903年12月10日—1992年8月29日）是一位英國兒童文學作家。舊姓：皮爾遜（Pearson）。代表作有《地板下的小矮人》（The Borrowers）。順便一提，她不是美國作家安德烈·諾頓（Andre Norton），安德烈出生時的名字為愛麗絲·瑪麗·諾頓（Alice Mary Norton）。

## 人物概要
諾頓是一位醫生的女兒，在莱顿巴泽德的高街的盡頭的喬治亞式的房子裡生活。這棟房子現在為莱顿中學（Leighton Middle School）的一部分，是這學校裡著名的老房子，據說她以這為藍本寫出了地板下的小矮人系列。
1927年，她嫁給了羅伯特·C·諾頓（Robert C. Norton），為他生了四個孩子，分別有兩個男孩和兩個女孩。她在1970年嫁給她的第二任丈夫萊歐奈爾·彭西（Lionel Boncey）。在1940年戰爭前與家人臨時遷移到美國前她在陸軍省工作。
諾頓的小說開始於第二次世界大戰中，在紐約舉辦的英國購買委員會（British Purchasing Commission）。她的處女作是《萬能飛天床；或是，如何成為一個魔女的10個簡單課題》（英語：The Magic Bed Knob; or, How to Become a Witch in Ten Easy Lessons，1943年），還有續集《篝火和掃帚》（英語：Bonfires and Broomsticks），這兩部作品成為迪士尼電影《飛天萬能床（飛天萬能床與掃帚）》（英語：Bedknobs and Broomsticks）的原作。
1992年8月29日，瑪麗·諾頓在在英格蘭的德文郡死於中風，享壽88歲。

## 電影或電視化的作品
- 飛天萬能床（1971年，美國）

### 地板下的小矮人
- 地板下的小矮人（The Borrowers）（1973年，美國製作的電影）
- 地板下的小矮人（The Borrowers）（1992年-1993年，英國）BBC電視系列 伊恩·霍姆和潘妮洛普·華爾頓主演。
- 地板下的小矮人（The Borrowers）（1997年，美國=英國），寄居小奇兵（臺灣），反斗神偷（香港）。
  - 導演彼得・休威特，約翰·古德曼、吉姆·布洛德班特、湯姆·費爾頓、西莉亞·英里、馬克·威廉斯主演。
- 借物少女艾莉緹（The Secret World of Arrietty）（2010年，日本）
  - 動畫電影。導演米林宏昌、吉卜力工作室制作。舞台變更為日本。詳細內容請看「借物少女艾莉緹」。
- 地板下的小矮人（The Borrowers）（2011年，英國製作的電影）
  - 史蒂芬·佛萊、維多莉亞·伍德、克里斯多福·艾克斯頓

也有許多關於地板下的小矮人的改編戲劇。

## 外部連結
- 網路推理小說資料庫上的Mary Norton